# Platymacha anthochroa
Platymacha anthochroa är en fjärilsart som beskrevs av Edward Meyrick 1933. Platymacha anthochroa ingår i släktet Platymacha och familjen stävmalar. Inga underarter finns listade i Catalogue of Life.